# 249061 Anthonyberger
249061 Anthonyberger este un asteroid din centura principală de asteroizi.

## Descriere
249061 Anthonyberger este un asteroid din centura principală de asteroizi. A fost descoperit pe 11 octombrie 2007 la Stația Anderson Mesa de Larry H. Wasserman. Asteroidul prezintă o orbită caracterizată de o semiaxă mare de 2,77 ua, o excentricitate de 0,08 și o înclinație de 3,5° în raport cu ecliptica.